# Erebus cinereosuffusa
Erebus cinereosuffusa är en fjärilsart som beskrevs av Embrik Strand 1914. Erebus cinereosuffusa ingår i släktet Erebus och familjen nattflyn. Inga underarter finns listade i Catalogue of Life.